# Pteromys momonga
Lo scoiattolo volante del Giappone (Pteromys momonga Temminck, 1844) è uno scoiattolo volante endemico del Giappone.

## Descrizione
Il corpo dello scoiattolo volante del Giappone misura 12-22,8 cm e la coda 10,8-12-7 cm. Il peso di questo animale non è mai stato riportato e non è presente dimorfismo sessuale. La colorazione varia dal grigio argentato al grigio-camoscio sulla superficie dorsale, mentre sulla superficie ventrale è sempre bianco-camoscio. Il patagio si estende dai polsi alle caviglie, ma non è presente alcuna membrana tra le zampe posteriori e la base della coda. Grazie alla sua colorazione si confonde così bene con la corteccia degli alberi da risultare pressoché invisibile.

## Distribuzione e habitat
Lo scoiattolo volante del Giappone vive solamente nelle isole giapponesi di Honshū, Shikoku e Kyūshū, mentre in Hokkaidō è rimpiazzato da un suo stretto parente, lo scoiattolo volante siberiano (Pteromys volans).
Vive nelle foreste sempreverdi boreali, costruendo i propri nidi (fatti di muschi e licheni) alla congiuntura dei rami, in particolare su alberi di pino o peccio.

## Biologia
Gli scoiattoli volanti del Giappone hanno abitudini esclusivamente notturne e in volo sono molto silenziosi. Si avventurano raramente al suolo e trascorrono quasi tutto il tempo sugli alberi. Durante il giorno, questi animali si possono trovare all'interno dei loro nidi o nelle cavità degli alberi. Vengono fuori al crepuscolo e si spostano rapidamente tra le cime degli alberi. Tale adattamento, probabilmente, evita loro di essere scorti dai predatori. Talvolta su un unico albero si possono incontrare più esemplari dello stesso sesso, a eccezione della stagione degli amori, quando si formano anche gruppi misti.
La dieta degli scoiattoli volanti del Giappone consiste di noci, pinoli, gemme e corteccia di alcuni alberi, frutta e, probabilmente, di alcuni insetti. Le loro mani forniscono un aiuto supplementare nel trattenere il cibo, più di quanto avvenga in altre specie di scoiattoli volanti.
Il comportamento riproduttivo di questi animali non è mai stato studiato attentamente. Alla nascita, i piccoli sono nudi e inetti e la madre li allatta per circa sei settimane, pulendoli e prendendosi cura di loro. Il ruolo del maschio nelle cure parentali è sconosciuto.

## Conservazione
Lo scoiattolo volante del Giappone è ancora molto numeroso e la IUCN lo classifica tra le specie a rischio minimo.